# Heinz Baumkötter
Dr. med. Heinz Baumkötter (ur. 7 lutego 1912 w Steinfurcie, zm. 22 kwietnia 2001) – zbrodniarz hitlerowski, lekarz SS w obozach koncentracyjnych Mauthausen, Natzweiler-Struthof i Sachsenhausen oraz SS-Hauptsturmführer. Numer legitymacji SS: 278430.
W latach 1940–1941 pełnił służbę w 2 Dywizji Pancernej SS Das Reich. Służbę w hitlerowskich obozach Baumkötter rozpoczął w 1941 w Mauthausen. W 1942 był lekarzem w obozie Natzweiler-Struthof. Wreszcie w latach 1942–1945 pełnił funkcję naczelnego lekarza obozu w Sachsenhausen. Bezpośrednio odpowiedzialny za zbrodnie popełnione na więźniach tych obozów. W Sachsenhausen, jak sam Baumkötter przyznał podczas swoich powojennych procesów, do jego obowiązków należało asystowanie i czuwanie nad należytym przebiegiem wszelkich egzekucji (rozstrzeliwania, wieszanie i trucie gazem) i wykonywaniem kary chłosty. Dodatkowo znęcał się nad więźniami nakazując im po każdorazowym chłostaniu dokonywać przysiadów i skoków. Przeprowadzał także selekcje niezdolnych do pracy więźniów przeznaczając ich na śmierć. Baumkötter wykonywał również w Sachsenhausen pseudoeksperymenty medyczne.
Aresztowany w 1945 przez Brytyjczyków, wydany został władzom radzieckim celem osądzenia. W procesie załogi Sachsenhausen przed radzieckim Trybunałem Wojskowym w Berlinie Baumkötter został skazany na karę dożywotniego więzienia. Do 1955 więziono go w ZSRR, gdy został zwolniony na mocy amnestii ogłoszonej przez Nikitę Chruszczowa. Powrócił do Niemiec, ale aresztowały go władze RFN. Baumkötter stanął przed sądem w Münster oskarżony o zbrodnie popełnione w Sachsenhausen, w tym uczestnictwo w masowej egzekucji 125 więźniów obozu w dniach 31 stycznia – 1 lutego 1945 czy dokonanie selekcji przynajmniej 110 więźniów do komór gazowych w latach 1942–1945. 19 lutego 1962 został uznany za winnego i skazany na karę 8 lat pozbawienia wolności. Sąd uznał jednak, że Baumkötter odbył już karę więzienia w ZSRR i zwolnił go od obowiązku jej odbywania.